# Tuomas Oskari
Tuomas Oskari (bürgerl. Tuomas Oskari Niskakangas; * 25. Februar 1980 in Helsinki) ist ein finnischer Politik- und Wirtschaftsjournalist und Buchautor.

## Leben
Tuomas Niskakangas wurde als Sohn des Juristen Heikki Matti Niskakangas und seiner Frau Pirkko Marjatta, geb. Mietola, in Helsinki geboren. Sein Vater war Professor für Öffentliches Recht an der Handelshochschule Helsinki. Niskakangas wuchs in Helsinki auf und absolvierte im Jahr 2000 das Abitur am Gymnasium Mäkelärinne in Helsinki. Anschließend studierte er Betriebswirtschaftslehre an der Handelshochschule in Helsinki und schloss sein Studium 2007 mit dem Master of Science ab. 2015 absolvierte er ein Leadership-Seminar an der Walsh School of Economics an der Georgetown University in Washington, D.C. (USA) und arbeitete anschließend als USA-Auslandskorrespondent für die Helsingin Sanomat, Finnlands größter überregionaler Tageszeitung. Seit Januar 2020 schreibt Niskakangas als Politik- und Wirtschaftsjournalist für die Helsingin Sanomat. 2021 legte er mit Roihu (dt. "Tage voller Zorn") sein vielbeachtetes und preisgekröntes Romandebüt vor, das in Finnland zum Bestseller wurde und zahlreiche Übersetzungen erfuhr. 2022 folgte mit Miekka (dt. "Das Schwert") sein zweiter Roman. Niskakangas lebt und arbeitet in Helsinki.

## Werke
- Tuomas Niskakangas Roihu. Otava, Helsinki 2021, ISBN 978-951-1-37854-9 (finnisch)
  - deutsche Übersetzung: Tuomas Oskari Tage voller Zorn. Lübbe, Köln 2022, ISBN 3785728239
- Tuomas Niskakangas Miekka. Otava, Helsinki 2022, ISBN 978-951-1-45141-9 (finnisch)
  - deutsche Übersetzung: Tuomas Oskari Im Sturm der Macht. Lübbe, Köln 2023, ISBN 3785700466